# Unione Sportiva Livorno 1955-1956
Questa pagina raccoglie le informazioni riguardanti l'Unione Sportiva Livorno nelle competizioni ufficiali della stagione 1955-1956.

## Stagione
È per il Livorno, la stagione 1955-1956, una stagione di sonori schiaffi che ricaccia subito i labronici in Serie C. Eppure dopo il ritorno in cadetteria l'ambiente era pervaso di entusiasmo. Cercare di capire una tale disfatta è molto difficile, rimane un mistero, uno dei tanti del calcio. La rosa era stata rinforzata con elementi di Serie A, Aldo Puccinelli ed Adelmo Eufemi erano arrivati dalla Lazio, dal Napoli la punta Farnese Masoni. Allenatore era l'esperto Magnozzi, uno che conosce bene l'ambiente, poi giocando la carta della disperazione sarà sostituito da Mario Villini. Il Bari come noi neopromosso, disputa un campionato più che onorevole, il Livorno invece, pur mettendo in mostra individualità del calibro di Picchi, Lessi e Balleri e con le nove reti realizzate da Romano Taccola, non riesce mai ad essere in lotta con le altre concorrenti, retrocedendo fin dalle prime giornate storte. Nella stagione 1955-1956 il Livorno disputò il nono campionato di Serie B della sua storia, ottenne 22 punti ed il 17º posto in classifica che valse la retrocessione in Serie C.

## Divise
| 1ª divisa |

## Organigramma societario
Area direttiva
- Presidente: Ferruccio Bellandi

Area tecnica
- Allenatore: Mario Magnozzi, poi Mario Zidarich (dal 3 gennaio 1956)[2], infine Mario Villini (dal 18 gennaio 1956)[3]

## Rosa
| N. |                   | Ruolo | Calciatore         |
| -- | ----------------- | ----- | ------------------ |
|    | Italia (bandiera) | P     | Biagio Dreossi     |
|    | Italia (bandiera) | P     | Giuseppe Gaspari   |
|    | Italia (bandiera) | D     | Fermino Cassin     |
|    | Italia (bandiera) | D     | Adelmo Eufemi      |
|    | Italia (bandiera) | D     | Bruno Favalli      |
|    | Italia (bandiera) | D     | Antonio Mion       |
|    | Italia (bandiera) | D     | Luciano Nencini    |
|    | Italia (bandiera) | D     | Alfredo Simonti    |
|    | Italia (bandiera) | C     | Mido Bimbi         |
|    | Italia (bandiera) | C     | Alberto Clementoni |

| N. |                   | Ruolo | Calciatore           |
| -- | ----------------- | ----- | -------------------- |
|    | Italia (bandiera) | C     | Alberto Fommei       |
|    | Italia (bandiera) | C     | Innocenzo Isolani    |
|    | Italia (bandiera) | C     | Giovanni Pasolini    |
|    | Italia (bandiera) | A     | Costanzo Balleri     |
|    | Italia (bandiera) | A     | Vito Bernardis       |
|    | Italia (bandiera) | A     | William Bronzoni     |
|    | Italia (bandiera) | A     | Farnese Masoni       |
|    | Italia (bandiera) | D     | Armando Picchi (III) |
|    | Italia (bandiera) | A     | Aldo Puccinelli      |
|    | Italia (bandiera) | A     | Romano Taccola (III) |

## Risultati

### Serie B

#### Girone d'andata
| Arbitro: | Perego (Milano) |

|                |           |  |
| Puccinelli 76’ | Marcatori |  |

| Arbitro: | De Gregorio (Legnano) |

|                           |           |  |
| Galassini 36’ Lonardi 71’ | Marcatori |  |

| Arbitro: | Mori (Cremona) |

|                                |           |                                 |
| Fiorio 17’, 58’ Mosca 26’, 78’ | Marcatori | 37’, 42’ Masoni 87’ Taccola III |

| Arbitro: | De Gregorio (Legnano) |

|  |           |                                 |
|  | Marcatori | 25’ Serradimigni 67’ Ghersetich |

| Arbitro: | Adami (Roma) |

|                             |           |            |
| Puccinelli 30’ Bronzoni 83’ | Marcatori | 3’ Tinazzi |

| Arbitro: | Perego (Milano) |

|                            |           |           |
| Miniussi 11’ Erba 66’, 88’ | Marcatori | 46’ Bimbi |

| Arbitro: | Bonetto (Torino) |

|                |           |                             |
| Puccinelli 32’ | Marcatori | 26’ Pastore 61’, 90’ Parodi |

| Arbitro: | Marchetti (Milano) |

|                |           |  |
| Taccola III 2’ | Marcatori |  |

| Arbitro: | Fornari (Bologna) |

|                        |           |                 |
| Bellini 4’ Baldini 25’ | Marcatori | 18’ Taccola III |

| Arbitro: | Ferrari (Milano) |

|               |           |              |
| Bernardis 25’ | Marcatori | 53’ Bredesen |

| Arbitro: | Bartolomei (Roma) |

|                         |           |                 |
| Gasperi 56’ Mangini 90’ | Marcatori | 76’ Taccola III |

| Arbitro: | Canepa (Genova) |

|                       |           |           |
| Puccinelli 65’ (rig.) | Marcatori | 33’ Testa |

| Arbitro: | Grignani (Milano) |

|                       |           |                    |
| Puccinelli 17’ (rig.) | Marcatori | 72’ (rig.) Viviani |

| Arbitro: | Caputo (Napoli) |

|                                 |           |  |
| Bassetti 12’, 65’ Spikofski 49’ | Marcatori |  |

| Arbitro: | Bartolomei (Roma) |

|           |           |  |
| Testa 69’ | Marcatori |  |

| Arbitro: | De Marchi (Pordenone) |

|                |           |  |
| Masoni 1’, 82’ | Marcatori |  |

| Arbitro: | Smorto (Reggio Calabria) |

|            |           |  |
| Milani 65’ | Marcatori |  |

#### Girone di ritorno
| Arbitro: | Gambarotta (Genova) |

|                                                                           |           |             |
| Barbolini 27’, 44’, 68’, 73’ Malavasi 42’ Cabas 49’, 69’ Gaeta 80’ (rig.) | Marcatori | 67’ Simonti |

| Arbitro: | Perego (Milano) |

|                             |           |                        |
| Bronzoni 23’ Puccinelli 30’ | Marcatori | 64’ Buzzin 67’ Lonardi |

| Arbitro: | Canepa (Genova) |

|                          |           |  |
| Isolani 40’ Bronzoni 58’ | Marcatori |  |

| Arbitro: | Maghernino (San Severo) |

|               |           |  |
| Mezzalira 52’ | Marcatori |  |

| Arbitro: | Canepa (Genova) |

|                               |           |                |
| Vitali 37’ Marchetto 45’, 47’ | Marcatori | 18’ Puccinelli |

| Arbitro: | Menchini (Udine) |

|            |           |              |
| Masoni 28’ | Marcatori | 40’ Miniussi |

| Arbitro: | Gambarotta (Genova) |

|                                           |           |                              |
| Parodi 10’, 82’ Bettolini 17’ Pastore 71’ | Marcatori | 23’ Bronzoni 25’ Taccola III |

| Arbitro: | De Gregorio (Legnano) |

|                 |           |  |
| Bretti 35’, 48’ | Marcatori |  |

| Arbitro: | Bonetto (Torino) |

|                            |           |  |
| Taccola III 51’ Masoni 57’ | Marcatori |  |

| Arbitro: | Perego (Milano) |

|                      |           |                 |
| Magli 20’ Secchi 56’ | Marcatori | 87’ Taccola III |

| Arbitro: | Annoscia (Bari) |

|                                 |           |                              |
| Bernardis 21’ Bronzoni 26’, 33’ | Marcatori | 30’ Gasparini 57’ Bersellini |

| Arbitro: | Boati (Milano) |

|                |           |                 |
| Amicarelli 85’ | Marcatori | 34’ Taccola III |

| Arbitro: | Griggi (Brescia) |

|                      |           |  |
| Geminiani 57’ (rig.) | Marcatori |  |

| Arbitro: | Grignani (Milano) |

|              |           |             |
| Bernardis 2’ | Marcatori | 12’ Quoiani |

| Arbitro: | De Gregorio (Legnano) |

|                              |           |                                   |
| Taccola III 9’ Bernardis 37’ | Marcatori | 1’ Sandri 3’ Lucchesi 19’ Maselli |

| Arbitro: | Marangio (Roma) |

|                                                    |           |              |
| Ferrarese 4’ Veglianetti 32’, 60’, 70’ Ferrari 81’ | Marcatori | 65’ Bronzoni |

| Arbitro: | Campagna (Palermo) |

|              |           |            |
| Bronzoni 63’ | Marcatori | 33’ Milani |

## Statistiche

### Statistiche di squadra
| Competizione | Punti | In casa | In casa | In casa | In casa | In casa | In casa | In trasferta | In trasferta | In trasferta | In trasferta | In trasferta | In trasferta | Totale | Totale | Totale | Totale | Totale | Totale | DR  |
| Competizione | Punti | G       | V       | N       | P       | Gf      | Gs      | G            | V            | N            | P            | Gf           | Gs           | G      | V      | N      | P      | Gf     | Gs     | DR  |
| ------------ | ----- | ------- | ------- | ------- | ------- | ------- | ------- | ------------ | ------------ | ------------ | ------------ | ------------ | ------------ | ------ | ------ | ------ | ------ | ------ | ------ | --- |
| Serie B      | 22    | 17      | 7       | 7       | 3       | 24      | 19      | 17           | 0            | 1            | 16           | 13           | 45           | 34     | 7      | 8      | 19     | 37     | 64     | -27 |

### Statistiche dei giocatori[4]
| Giocatore        | Serie B  | Serie B |
| Giocatore        | Presenze | Reti    |
| ---------------- | -------- | ------- |
| C. Balleri       | 17       | 0       |
| V. Bernardis     | 29       | 5       |
| M. Bimbi         | 26       | 1       |
| W. Bronzoni      | 19       | 7       |
| F. Cassin        | 12       | 0       |
| A. Clementoni    | 16       | 0       |
| B. Dreossi       | 23       | -?      |
| A. Eufemi        | 20       | 0       |
| B. Favalli       | 24       | 0       |
| A. Fommei        | 8        | 0       |
| G. Gaspari       | 11       | -?      |
| I. Isolani       | 12       | 1       |
| F. Masoni        | 24       | 6       |
| A. Mion          | 6        | 0       |
| L. Nencini       | 11       | 0       |
| G. Pasolini      | 25       | 0       |
| A. Picchi (III)  | 9        | 0       |
| A. Puccinelli    | 29       | 7       |
| A. Simonti       | 20       | 1       |
| R. Taccola (III) | 34       | 9       |